# Tricornio (matemáticas)

Un tricornio, creado en una computadora en Kalles Fraktaler

En matemáticas, el tricornio, a veces llamado el conjunto de Mandelbar, es un fractal definido de manera similar al conjunto de Mandelbrot, pero usando la aplicación {\displaystyle z\mapsto {\bar {z}}^{2}+c} en lugar de {\displaystyle z\mapsto z^{2}+c} usado para el conjunto de Mandelbrot. Fue presentado por W. D. Crowe, R. Hasson, P. J. Rippon y P. E. D. Strain-Clark. John Milnor encontró conjuntos de tipo tricornio como una configuración prototípica en el espacio de parámetros de polinomios cúbicos reales y en varias otras familias de mapas racionales.
La característica forma de tres esquinas creada por este fractal se repite con variaciones a diferentes escalas, mostrando el mismo tipo de autosimilitud que el conjunto de Mandelbrot. Además de los tricornios más pequeños, versiones en pequeño del conjunto de Mandelbrot también están contenidas dentro del fractal tricornio.

## Definición formal

Multicornios con potencias de 2 a 5

El tricornio {\displaystyle T} está definido por una familia de polinomios antiholomórficos cuadráticos
{\displaystyle f_{c}:\mathbb {C} \to \mathbb {C} }
dada por
{\displaystyle f_{c}:z\mapsto {\bar {z}}^{2}+c,}
donde {\displaystyle c} es un parámetro complejo. Para cada {\displaystyle c}, se observa la órbita delantera
{\displaystyle (0,f_{c}(0),f_{c}(f_{c}(0)),f_{c}(f_{c}(f_{c}(0))),\ldots )}
del punto crítico {\displaystyle 0} del polinomio antiholomorfo {\displaystyle p_{c}}. En analogía con el conjunto de Mandelbrot, el tricornio se define como el conjunto de todos los parámetros {\displaystyle c} para los cuales está limitada la órbita de avance del punto crítico. Esto equivale a decir que el tricornio es el lugar de conexión de la familia de polinomios antiholomórficos cuadráticos; es decir, el conjunto de todos los parámetros {\displaystyle c} para los que el conjunto de Julia {\displaystyle J(f_{c})} es conexo.
Los análogos de grado superior del tricornio se conocen como multicornios. Estos son los lugares geométricos de conectividad de la familia de polinomios antiholomórficos {\displaystyle f_{c}:z\mapsto {\bar {z}}^{d}+c}.

## Propiedades básicas
- El tricornio es compacto y conexo.[4] De hecho, Nakane modificó la prueba de Douady y Hubbard de la conectividad del conjunto de Mandelbrot para construir un difeomorfismo real analítico definido dinámicamente desde el exterior del tricornio hacia el exterior del disco unidad cerrado en el plano complejo. Se pueden definir los rayos externos paramétricos del tricornio como las imágenes inversas en coordenadas cilíndricas bajo este difeomorfismo.
- Cada componente hiperbólico del tricornio es simplemente conexo.[3]
- El límite de cada componente hiperbólico del período impar del tricornio contiene arcos analíticos reales que consisten en parámetros parabólicos cuasi-conformemente equivalentes pero conformemente distintos.[5][6] Este arco se denomina arco parabólico del tricornio, en marcado contraste con la situación correspondiente para el conjunto de Mandelbrot, donde se sabe que los parámetros parabólicos de un período dado están aislados.
- El límite de cada componente hiperbólico de período impar consta solo de parámetros parabólicos. Más precisamente, el límite de cada componente hiperbólico del período impar del tricornio es una simple curva cerrada que consta de exactamente tres puntos de cúspide parabólica, así como de tres arcos parabólicos, cada uno de los cuales conecta dos cúspides parabólicas.[6]
- Todo arco parabólico de período k tiene, en ambos extremos, un intervalo de longitud positiva a través del cual se produce la bifurcación de un componente hiperbólico de período impar k a un componente hiperbólico de período 2k.

## Generación
El siguiente pseudocódigo utiliza operaciones con números complejos para obtener un código más compacto y dinámico.
```
For each pixel (x, y) on the screen, do:
{
    x = scaled x coordinate of pixel (scaled to lie in the Mandelbrot X scale (-2.5, 1))
    y = scaled y coordinate of pixel (scaled to lie in the Mandelbrot Y scale (-1, 1))
       
    
    zx = x; // zx represents the real part of z
    zy = y; // zy represents the imaginary part of z

  
    iteration = 0
    max_iteration = 1000
  
    while (zx*zx + zy*zy < 4  AND  iteration < max_iteration) 
    {
        xtemp = zx*zx - zy*zy + x
        zy = -2*zx*zy + y
        zx = xtemp

        iteration = iteration + 1
    }

    if (iteration == max_iteration) //Belongs to the set
        return insideColor;

    return iteration * color;
}

```

## Otras propiedades topológicas
El tricornio no está conectado mediante ramas. Hubbard y Schleicher demostraron que hay componentes hiperbólicos del período impar del tricornio que no pueden conectarse al componente hiperbólico del período uno mediante ramas. Inou y Mukherjee demostraron una afirmación más contundente en el sentido de que no hay dos componentes hiperbólicos (no reales) de períodos impares del tricornio que puedan estar conectados por ningún camino.
Es bien sabido que cada rayo de parámetro racional del conjunto de Mandelbrot incide en un solo parámetro. Por otro lado, los rayos de parámetros racionales en ángulos periódicos impares (excepto en el período uno) del tricornio se acumulan en arcos de longitud positiva que consisten en parámetros parabólicos.
Además, a diferencia del conjunto de Mandelbrot, la aplicación de linealización dinámica natural de un tricornio hijo al tricornio original es discontinua en una infinidad de parámetros.